# Taschenfeitel de Trattenbach
Le couteau Taschenfeitel, fabriqué à Trattenbach depuis des siècles est un couteau pliant traditionnel dont la fabrication a été inscrite par l'UNESCO au patrimoine mondial de l'humanité.

## Historique

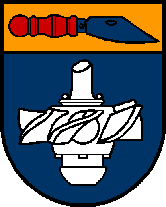
Blason de Ternberg

La première mention de fabrication de couteaux à Trattenbach date de 1422, la fabrication de couteaux pliants a démarré au XVIe siècle. 
Les armes de la commune de Ternberg, à laquelle Trattenbach est rattachée, comprennent le fameux couteau.

## Description

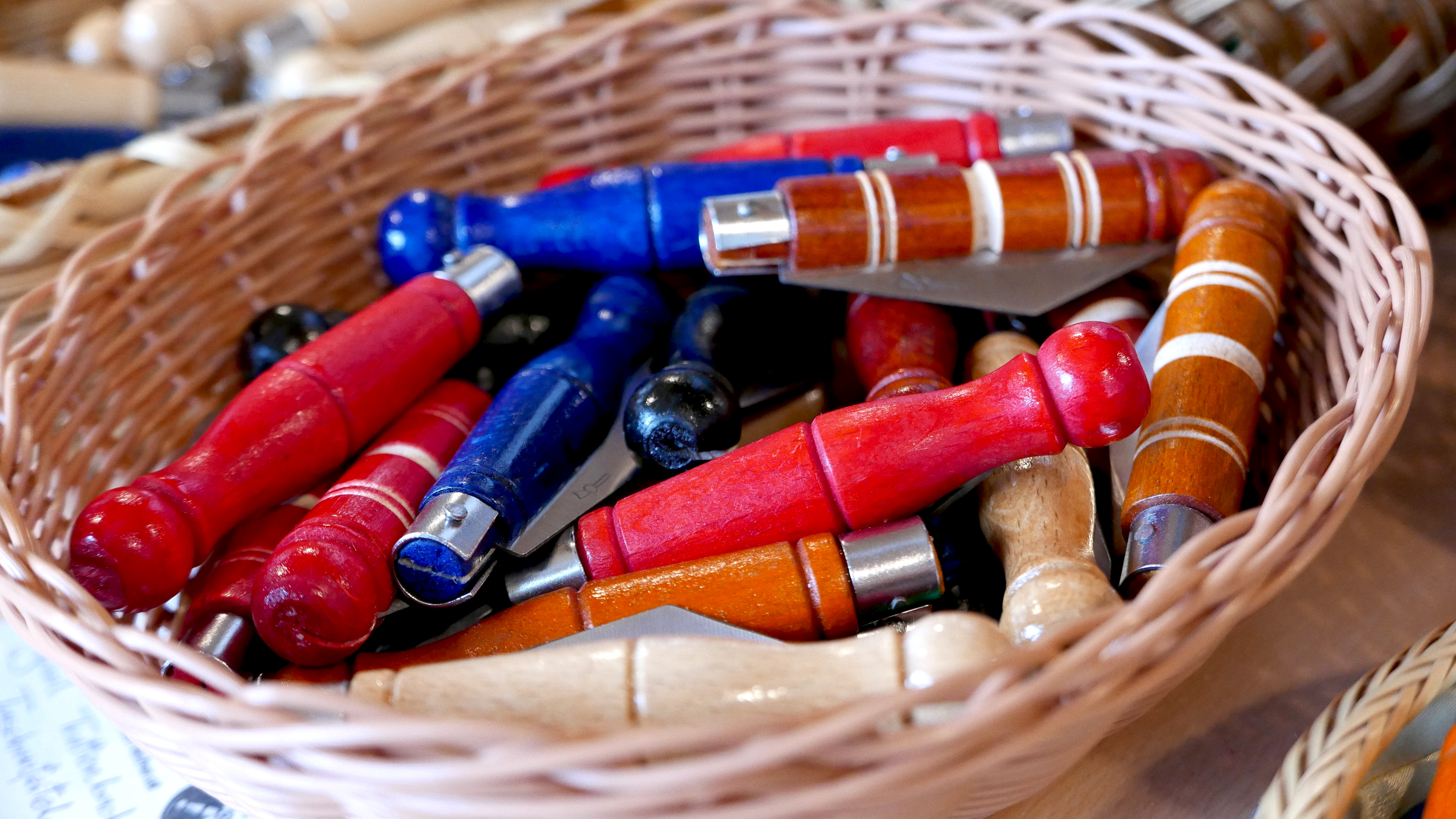

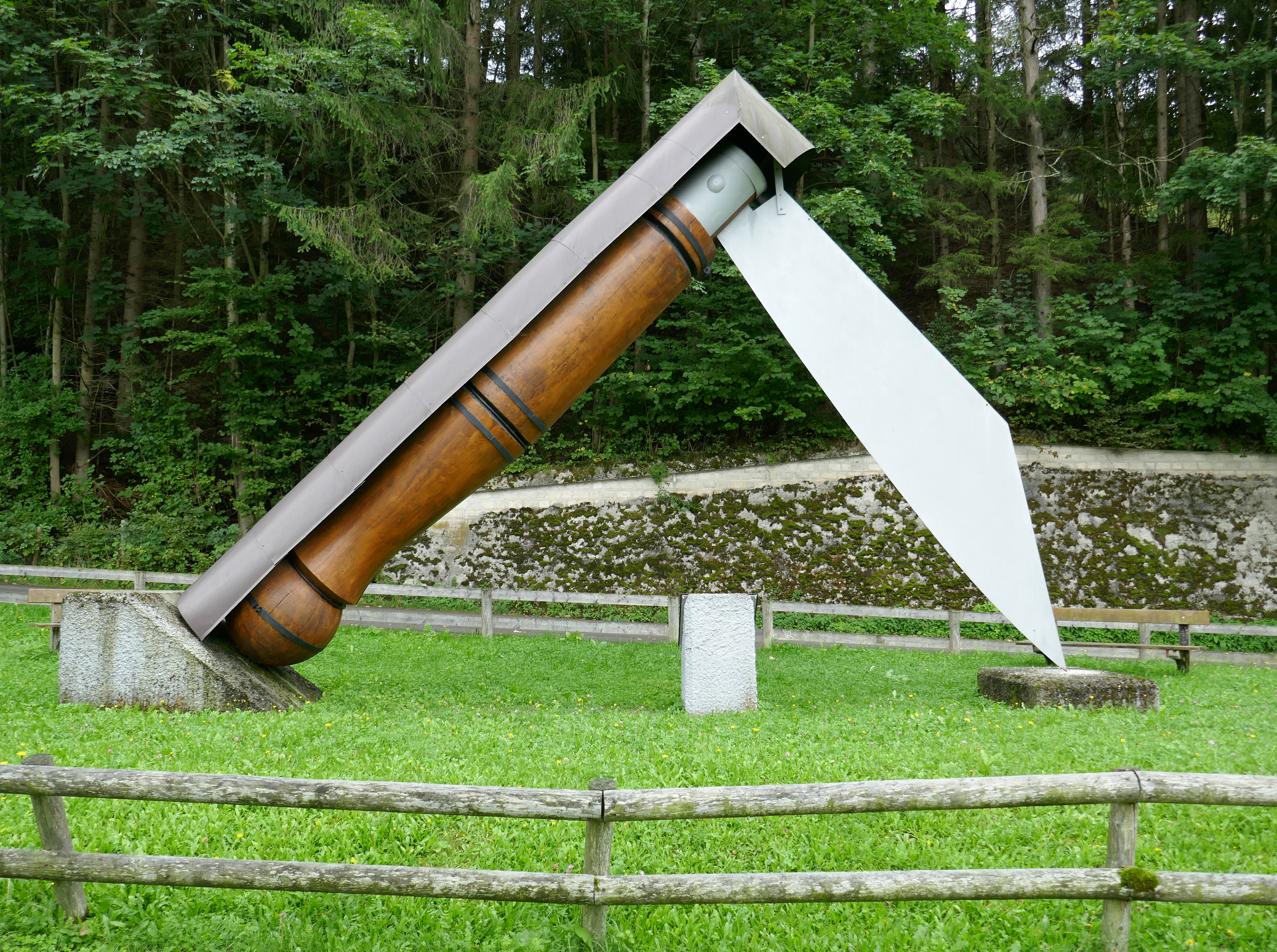
Couteau géant dans l'espace public.

Il est constitué d'une lame mince et d'un manche en bois tourné, une virole métallique fixe protège le bois du manche de la pression de la lame en position ouverte pendant l'utilisation. Il s'agit d'un montage à un clou.

### Matériaux utilisés
La lame le clou et la virole sont en acier, le manche en bois.